# Éclusier-Vaux
Pour les articles homonymes, voir Éclusier et Vaux.
Éclusier-Vaux est une commune française située dans le département de la Somme, en région Hauts-de-France.

## Géographie

### Localisation

#### Communes limitrophes
|         | Maricourt              | Curlu et Hem-Monacu |
| Suzanne | Eclusier-Vaux          | Frise               |
| Cappy   | Dompierre-Becquincourt | Herbécourt          |

### Nature du sol et du sous-sol
Le sous-sol de la commune est de formation secondaire. Sous une mince couche de terre végétale, se trouve la craie blanche en dessous de laquelle on rencontre la craie grise puis enfin la craie phosphatée qui constitue la plus grande partie du sous-sol du territoire communal.

### Relief, paysage, végétation
Le relief de la commune est celui de la vallée de la Somme. Le fond de la vallée est composé de marais et d'étangs tandis que le versant est formé d'un falaise difficilement accessible. On appelle cette falaise la « Montagne », son altitude oscille de 50 à 70 mètres. Du haut de la Montagne de Vaux, on domine la vallée de la Somme jusque Cléry-sur-Somme. Cette falaise s'abaisse progressivement vers le sud et forme un plateau cultivé. 
Le versant de la falaise ou larris offre une végétation particulière aux pelouses calcicoles.

### Hydrographie

#### Réseau hydrographique
La commune est située dans le bassin Artois-Picardie. Elle est drainée par la rivière Somme , la Somme canalisée, le fleuve la Somme et divers autres petits cours d'eau.
La Somme est un fleuve du nord de la France, en région Hauts-de-France, qui traverse les deux départements de l'Aisne et de la Somme. Il prend sa source dans la commune de Fonsomme et se jette  dans la Manche par la baie de Somme entre Le Crotoy et Saint-Valery-sur-Somme. Les caractéristiques hydrologiques de la Somme canalisée sont données par la station hydrologique située sur la commune. Le débit moyen mensuel est de 0,405 m3/s. Le débit moyen journalier maximum est de 3,38 m3/s, atteint lors de la crue du 16 mars 2014. Le débit instantané maximal est quant à lui de 6,63 m3/s, atteint le 13 novembre 2013.
Le canal de la Somme, construit entre 1770 et 1827, et mis au gabarit Freycinet en 1880, est long 170 km. Il débute à Saint-Simon où il touche au canal de Saint-Quentin et débouche dans la baie de Somme.

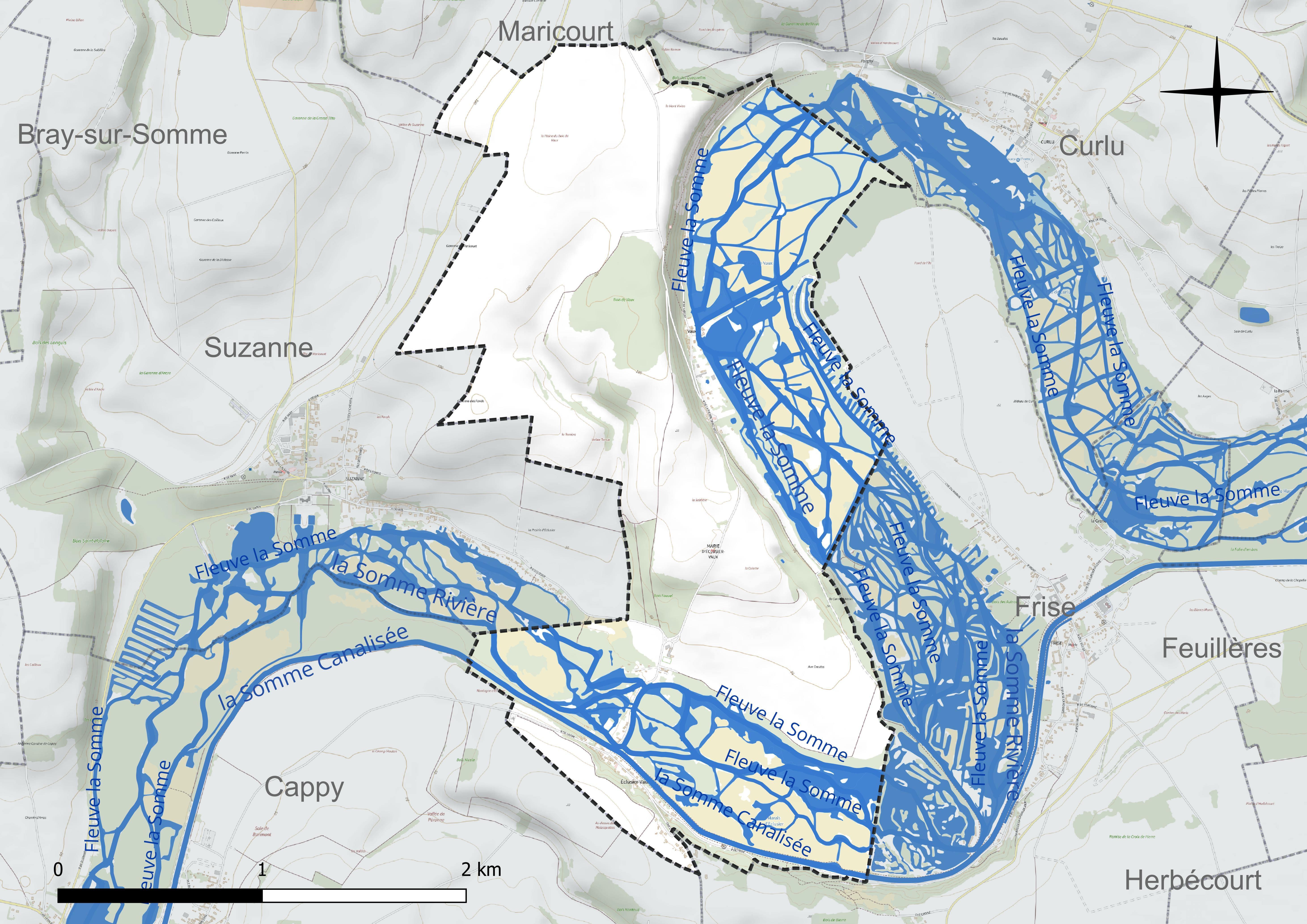
Réseau hydrographique d'Éclusier-Vaux.

#### Gestion et qualité des eaux
Le territoire communal est couvert par le schéma d'aménagement et de gestion des eaux (SAGE) « Haute Somme ». Ce document de planification concerne un territoire de 1 798 km2 de superficie, délimité par le bassin versant de la Haute Somme est constitué d'un réseau hydrographique complexe de cours d'eau, de marais, d'étangs et de canaux. Le périmètre a été arrêté le 21 avril 2006 et le SAGE proprement dit a été approuvé le 15 juin 2017. La structure porteuse de l'élaboration et de la mise en œuvre est le syndicat mixte d'aménagement hydraulique du bassin versant de la Somme (AMEVA).
La qualité des cours d'eau peut être consultée sur un site dédié géré par les agences de l'eau et l'Agence française pour la biodiversité.

### Climat
Pour des articles plus généraux, voir Climat des Hauts-de-France et Climat de la Somme.
En 2010, le climat de la commune est de type climat océanique dégradé des plaines du Centre et du Nord, selon une étude du CNRS s'appuyant sur une série de données couvrant la période 1971-2000. En 2020, Météo-France publie une typologie des climats de la France métropolitaine dans laquelle la commune est exposée à un climat océanique et est dans la région climatique Nord-est du bassin Parisien, caractérisée par un ensoleillement médiocre, une pluviométrie moyenne régulièrement répartie au cours de l'année et un hiver froid (3 °C).
Pour la période 1971-2000, la température annuelle moyenne est de 10,5 °C, avec une amplitude thermique annuelle de 14,1 °C. Le cumul annuel moyen de précipitations est de 735 mm, avec 12,5 jours de précipitations en janvier et 8,7 jours en juillet. Pour la période 1991-2020, la température moyenne annuelle observée sur la station météorologique la plus proche, située sur la commune de Méaulte à 10 km à vol d'oiseau, est de 10,7 °C et le cumul annuel moyen de précipitations est de 730,3 mm,. Pour l'avenir, les paramètres climatiques de la commune estimés pour 2050 selon différents scénarios d'émission de gaz à effet de serre sont consultables sur un site dédié publié par Météo-France en novembre 2022.
La commune d'Éclusier-Vaux est composée de deux entités : le village de Vaux au nord, le plus ancien, et celui d'Éclusier sur les bords de la Somme.

## Urbanisme

### Typologie
Au 1er janvier 2024, Éclusier-Vaux est catégorisée commune rurale à habitat très dispersé, selon la nouvelle grille communale de densité à sept niveaux définie par l'Insee en 2022.
Elle est située hors unité urbaine et hors attraction des villes,.

### Occupation des sols
L'occupation des sols de la commune, telle qu'elle ressort de la base de données européenne d'occupation biophysique des sols Corine Land Cover (CLC), est marquée par l'importance des territoires agricoles (54,3 % en 2018), une proportion identique à celle de 1990 (54,3 %). La répartition détaillée en 2018 est la suivante : 
terres arables (47,7 %), zones humides intérieures (32 %), forêts (9,4 %), zones agricoles hétérogènes (6,6 %), eaux continentales (4,3 %). L'évolution de l'occupation des sols de la commune et de ses infrastructures peut être observée sur les différentes représentations cartographiques du territoire : la carte de Cassini (XVIIIe siècle), la carte d'état-major (1820-1866) et les cartes ou photos aériennes de l'IGN pour la période actuelle (1950 à aujourd'hui).

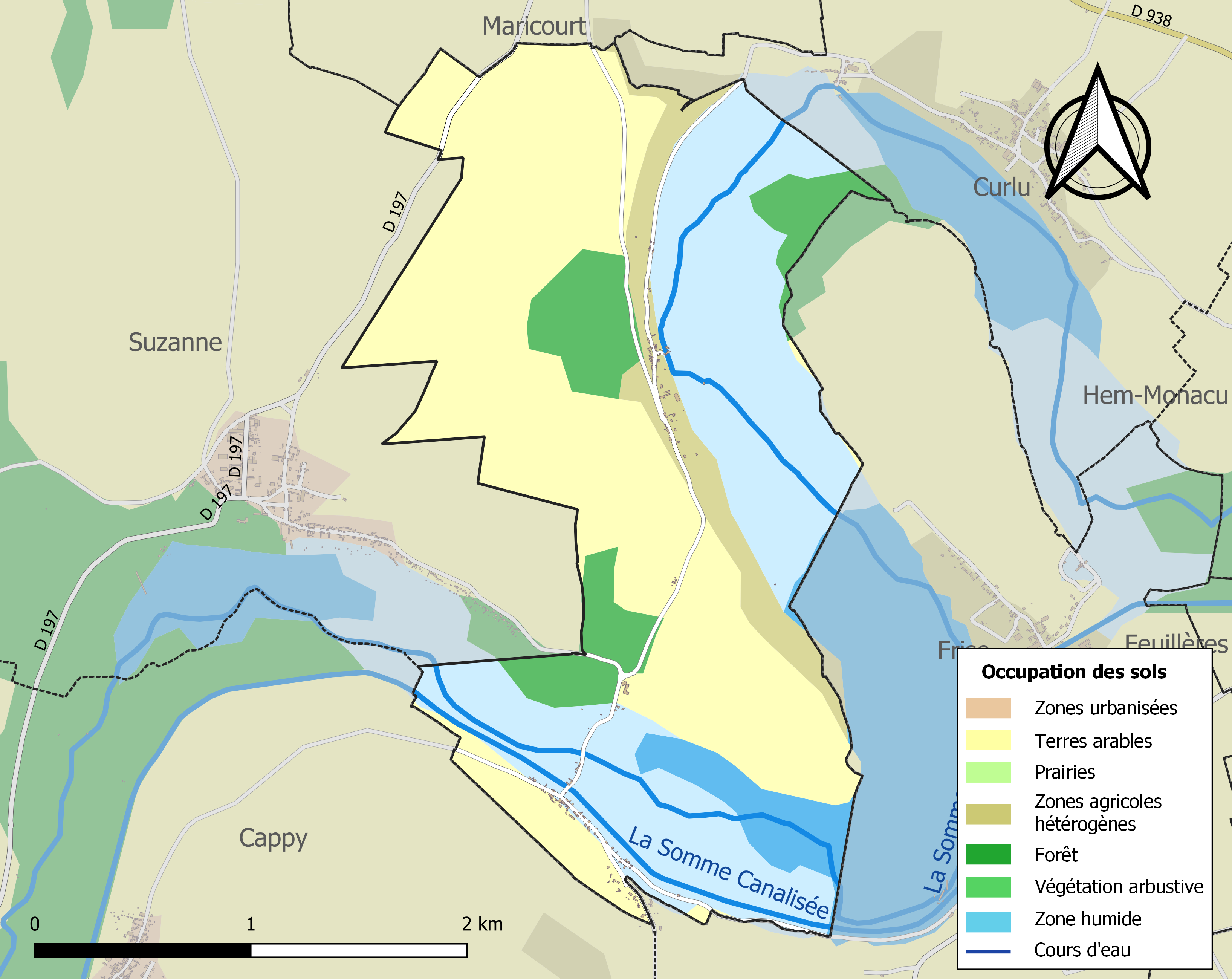
Carte des infrastructures et de l'occupation des sols de la commune en 2018 (CLC).

## Toponymie
La commune d'Éclusier-Vaux est composée de deux entités : le village de Vaux au nord, le plus ancien, et celui d'Éclusier sur les bords de la Somme.
Éclusier est attesté sous les formes Escluppes en 1214 ; Esclusiers en 1393 ; Escluzières en 1567 ; Eclusière en 1733 ; Eclusier en 1757 ; Eclusières en 1761 ; Escluzien et Vaux en 1753 ; L'Eclusier ; Exclusier en 1764 ; Eclusier-et-Vaux en 1801 ; Eclusier-Vaux en 1840.

Sur la Somme canalisée , localité distincte de Vaux ; à l'origine, pluriel de l'oïl esclusier ; singulier tardif « préposé au service des écluses ».
Vaux, pour Vaux-sur-Somme, ancienne annexe de Eclusier-Vaux,  était nommé Valles super fluvium Summam en 867 ; Vallis super Summa en 879 ; Valles super Summam fluvium en 1169 ; Vals en 1177 ; Vallis super Somonam en 1202 ; Vauls sur Somme en 1343 ; Vaulx sur Somme, 1344 ; Vaux, 1416 ; Vaulx, 1367 ; Vaulx supra Sommam, 1562 ; Vaux en Gauguier en 1575 ; Vaux en Gauguière en 1575 ; Vaux-en-Gaugue en 1779 ; Vaux sur Somme en 1648.

De l'oïl vau « vallée » ; -x est adventice.

## Histoire
Au Ve siècle, Clovis, roi des Francs, aurait fait don du territoire de Vaux à Vaast d'Arras qui aimait venir se reposer de ses charges apostoliques dans la solitude du lieu.
Au Moyen Âge, la donation du domaine de Vaux à l'abbaye Saint-Vaast d'Arras fut confirmée. L'abbaye d'Arras à son tour le donna à la prévôté de Mesnil-en-Arrouaise. La création du village d'Éclusier proviendrait de la venue d'habitants de Mesnil-en-Arrouaise.
En 1414, Philippe le Hardi, duc de Bourgogne, traversa la Somme à Éclusier pour se rendre à Arras.
Le village a été complètement détruit pendant la Première Guerre mondiale. La mairie-école a été reconstruite entre les deux hameaux, à exactement un kilomètre de chacun d'eux.

## Politique et administration

### Liste des maires
| Période                                  | Période                   | Identité       | Étiquette | Qualité                                              |
| ---------------------------------------- | ------------------------- | -------------- | --------- | ---------------------------------------------------- |
| Les données manquantes sont à compléter. |                           |                |           |                                                      |
| mars 2001                                | 2014                      | Daniel Derly   |           |                                                      |
| 2014                                     | septembre 2015            | André Bigonnet |           | Démission de l'intégralité du conseil municipal      |
| octobre 2015                             | En cours (au 29 mai 2020) | Laëtitia Dehan |           | Secrétaire comptable Réélue pour le mandat 2020-2026 |

### Politique environnementale
L'environnement prend une part importante des efforts locaux : récupération des eaux de pluie, compostage, économies d'énergie....

### Distinctions et labels
Classement des villes et villages fleuris : une fleur récompense en 2015 les efforts locaux en faveur de l'environnement.

## Démographie
L'évolution du nombre d'habitants est connue à travers les recensements de la population effectués dans la commune depuis 1793. Pour les communes de moins de 10 000 habitants, une enquête de recensement portant sur toute la population est réalisée tous les cinq ans, les populations de référence des années intermédiaires étant quant à elles estimées par interpolation ou extrapolation. Pour la commune, le premier recensement exhaustif entrant dans le cadre du nouveau dispositif a été réalisé en 2006.

En 2022, la commune comptait 86 habitants, en évolution de +6,17 % par rapport à 2016 (Somme : −1,26 %, France hors Mayotte : +2,11 %).
| 1793 | 1800 | 1806 | 1821 | 1831 | 1836 | 1841 | 1846 | 1851 |
| ---- | ---- | ---- | ---- | ---- | ---- | ---- | ---- | ---- |
| 339  | 240  | 254  | 265  | 283  | 300  | 235  | 276  | 264  |

| 1856 | 1861 | 1866 | 1872 | 1876 | 1881 | 1886 | 1891 | 1896 |
| ---- | ---- | ---- | ---- | ---- | ---- | ---- | ---- | ---- |
| 231  | 236  | 221  | 234  | 217  | 195  | 191  | 176  | 285  |

| 1901 | 1906 | 1911 | 1921 | 1926 | 1931 | 1936 | 1946 | 1954 |
| ---- | ---- | ---- | ---- | ---- | ---- | ---- | ---- | ---- |
| 249  | 218  | 199  | 90   | 79   | 67   | 61   | 64   | 66   |

| 1962 | 1968 | 1975 | 1982 | 1990 | 1999 | 2006 | 2011 | 2016 |
| ---- | ---- | ---- | ---- | ---- | ---- | ---- | ---- | ---- |
| 69   | 72   | 59   | 62   | 56   | 69   | 89   | 90   | 81   |

| 2021 | 2022 | - | - | - | - | - | - | - |
| ---- | ---- | - | - | - | - | - | - | - |
| 86   | 86   | - | - | - | - | - | - | - |

C'est la commune de la Somme avec le plus fort taux de population comptée à part en 2006 selon l'Insee, avec 38,6 % (56 personnes pour une population totale de 145 habitants). Ce taux s'explique par la présence d'une maison familiale rurale dans une commune faiblement peuplée.

## Culture locale et patrimoine

### Lieux et monuments

#### Montagne de Vaux
- Le belvédère : il domine la vallée de la Somme et offre une vue panoramique sur le fleuve et les étangs.
- Le larris : c'est l'un des plus grands larris (pelouse calcicole) de la Haute-Somme.

Les Allemands s'en sont servis pendant la Première Guerre mondiale profitant sa situation dominant la vallée .
- L'oratoire Notre-Dame de Vaux : creusé en 1854 au sommet de la montagne grâce aux libéralités de paroissiens et aux curés de Frise et Hardecourt-aux-Bois[34].

#### Chaussée-barrage et anguillère
La chaussée-barrage de Vaux, place de l'Arrivoir à Vaux, est équipée d'une anguillère, dispositif de pêche traditionnel de la Haute-Somme. L'ouverture de vannes fait circuler l'eau sur un long plancher de bois ajouré, et les anguilles prises dans le courant tombent dans une sorte de gouttière, située à l'extrémité. L'anguillère a été restaurée par le département de la Somme.

#### Monuments
- Église Notre-Dame-de-l'Espérance
- Église Sainte-Marie-Madeleine
- La Vierge en fer 
Sur la route vers Éclusier, sur un socle, elle est en vis-à-vis d'une croix de fer cerclée[34].

#### Autres lieux
- Les deux anguillères : une dans chaque village[23].

### Personnalités liées à la commune
- Vaast d'Arras
- Marcelle Semmer (1895–c.1944)[36]

## Pour approfondir